# Osel domácí
Osel domácí (Equus africanus f. asinus) je domestikovanou formou osla afrického (Equus africanus). Společně s koněm jde o jediného domestikovaného lichokopytníka. Samice se nazývá oslice, mládě oslátko nebo oslí hříbě.
Zkříží-li se osel s klisnou, vznikne neplodná mula podobající se spíše koni. Zkřížením oslice s hřebcem vznikne mezek, který se podobá více oslovi. Divokým předkem osla domácího je africký osel núbijský a somálský, jež jsou již skoro vyhubeni. Domestikovaný osel je používán především k nošení břemen, větší plemena unesou až 300 kg, popřípadě k jízdě. Méně často bývá užíván k tahu, v některých oblastech lidé konzumují také jeho mléko  či maso a využití najde i pevná oslí kůže. 

## Etymologie
České slovo osel je příbuzné s názvy osla v jiných indoevropských jazycích, např. německy Esel, latinsky asinus, řecky onos, arménsky eš. Příbuzné názvy tohoto zvířete však najdeme i mimo indoevropské jazyky, patří k nim hebrejské aš či turecké eşek. Společným zdrojem je zřejmě sumerské slovo pro osla znějící anšu.[zdroj⁠?!]

## Vzhled
Jednotlivá plemena oslů se od sebe odlišují velikostí, délkou a zbarvením srsti, ale i povahou a temperamentem. U středně velkých oslích plemen dosahuje hřebec v průměru kolem 122 centimetrů výšky v kohoutku, samice přibližně 115 centimetrů. Existují však i mnohem větší plemena, jako je poitouský osel, jehož hřebci mohou měřit v kohoutku až 160 cm, a naopak trpasličí oslíci, kteří nejsou vyšší než 90 cm a pocházejí z Korsiky, Sardinie či Srí Lanky. Osel domácí má nejčastěji šedou srst s černým podélným pruhem uprostřed na hřbetě a s bílým břichem. U některých plemen je srst kaštanově hnědá, písková nebo téměř bílá, velmi vzácně se vyskytují osli strakatí.

## Potrava
Osel domácí je býložravec. Jeho skromnost v potravě je příslovečná, kromě kopřiv, šťovíku a trávy potřísněné močí a výkaly sežere osel domácí všechnu rostlinnou potravu, osli dokonce okusují dřevo a jsou ho schopni částečně trávit. Důležitá je však pro něj čistá voda. Nenáročnost a schopnost uživit se i málo výživnými druhy rostlin zdědil osel po svých divokých předcích, kteří se před domestikací živili často jen různými druhy suchých travin a polopouštních trnitých keřů.

## Rozmnožování
Dobou páření jsou poslední dny jara nebo první měsíce léta. Asi po 11 měsících oslice rodí jedno mládě, dost dobře vyvinuté, už v druhém roce dosahuje velikosti rodičů a pohlavní dospělosti, plnou sílu získá ale až v třetím roce. Když se zkříží osel s klisnou vznikne mula, zkřížením oslice a koně vznikne mezek. Mula je pro svou větší velikost a sílu užitečnější než mezek a je proto častěji chována.

## Význam
Osel domácí je používán zejména jako soumar, tj. k nošení břemen. Velká plemena, například osel poitouský dokáží unést i 300 kilogramů. Především na Balkáně, v Jižní Americe, Africe a arabských zemích se osel používá i k jízdě. V některých rozvojových zemích slouží i k zápřahu do vozů nebo při orbě. Kromě své síly poskytuje člověku i mléko a maso. Oslí mléko je výživnější než kravské a egyptská panovnice Kleopatra VII. se v oslím mléku koupala pro udržení hladké pleti.[zdroj⁠?!] V Srbsku a v Itálii se z oslího mléka vyrábí sýry, pokládané za delikatesu, jejich cena je však značně vysoká. Oslí maso se požívá hlavně v Číně (zejména oblast Sin ťiang), v některých zemích Afriky a malé míře i v Itálii. Z oslí kůže se v minulosti vyráběly některé druhy pergamenu a šagrénu. Významné je využití osla pro křížení s koněm, jímž se produkují hybridi, zvaní mula a mezek. Existují plemena oslů, která jsou chována jen za tímto účelem – např. poitouský osel ze západní Francie. Častěji bývají chovány muly, které vynikají silou, odolností a nenáročností. Mezek se chová méně často, protože bývá menší a výkonností se podobá oslu.

## Příbuzné druhy
- osel africký (Equus africanus) – předek osla domácího,
- osel asijský (Equus hemionus),
- kiang (Equus kiang).